# RoboCop
RoboCop és una pel·lícula estatunidenca de 1987, de gènere ciència-ficció i acció, dirigida per Paul Verhoeven i protagonitzada per Peter Weller, Nancy Allen, Dan O'Herlihy, Ronny Coix, Kurtwood Smith, Miguel Ferrer en els papers principals. El film, que va ser un èxit de cartellera, va proporcionar a Verhoeven reconeixement de Hollywood. La banda sonora va ser composta per Basil Poledouris.
RoboCop tracta temes més amplis com la manipulació mediàtica, la resurrecció, la gentrificació, la corrupció política, la privatització, el capitalisme, la masculinitat i la naturalesa humana. Va rebre crítiques positives i va ser considerada una de les millors pel·lícules de l'any 1987, començant una franquícia que inclou: dues seqüeles, una sèrie de televisió, una mini-sèrie, dues sèries animades, videojocs, diverses adaptacions en còmic i diversos articles amb imatges del personatge. La pel·lícula va ser produïda amb un pressupost relativament baix de 13 milions de dòlars. Ha estat doblada i subtitulada al català

## Argument
En un futur proper, Detroit, Míchigan, està a la vora del col·lapse a causa de la ruïna financera de la zona i a la delinqüència sense control. La gran corporació OCP (Omni Consumer Products) signa un contracte amb l'ajuntament de la ciutat i  arriben a un conveni per dirigir la força policial metropolitana. La OCP té plans per destruir la "Vella Detroit" per substituir-la per la utòpica "Ciutat Delta". Reconeixent que els encarregats de fer complir la llei són insuficients per detenir l'onada de crims, la OCP executa diversos programes per trobar reemplaçaments robòtics. Un dels programes és el ED-209 (RP-209, Robot Policia) compost, estructurat amb un disseny de robòtica bàsica molt avançat, encapçalat per un corrupte Vicepresident de nom Dick Jones (Ronny Cox). No obstant això, a causa d'un mal funcionament (un error de programació) i a un retard temporal en l'auto execució del programari d'aquest prototip robòtic ED-209, erròniament mata a un dels empleats executius durant la seva demostració de prova a la sala executiva de juntes. Com a resultat decebedor del projecte de Jones, el President i Director General de l'OCP (Dan O'Herlihy) opta per un programa de cyborg, anomenat "RoboCop," dirigit pel jove executiu Bob Morton (Miguel Ferrer). Jones està furiós amb Morton per haver passat per sobre d'ell.

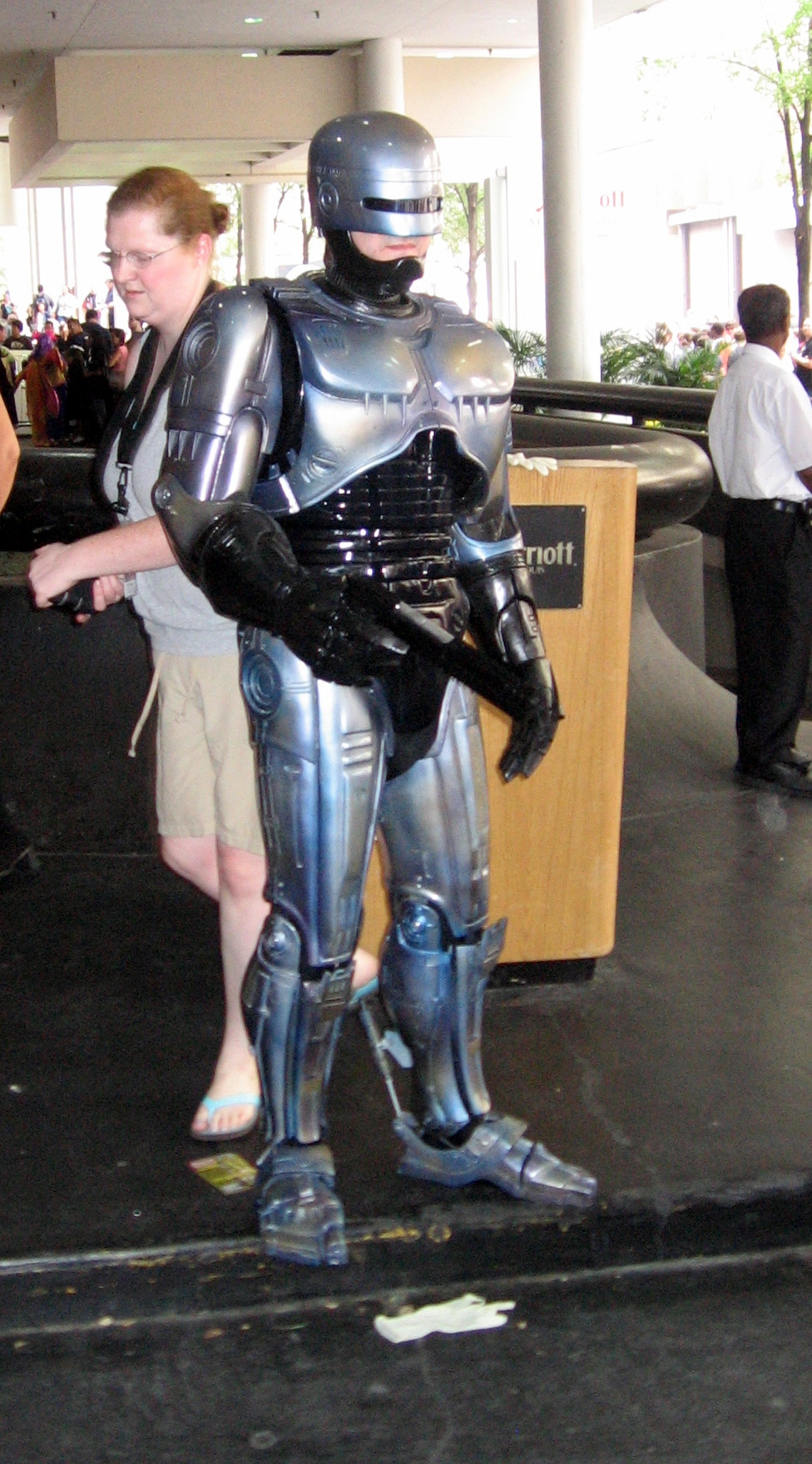
Estàtua de RoboCop

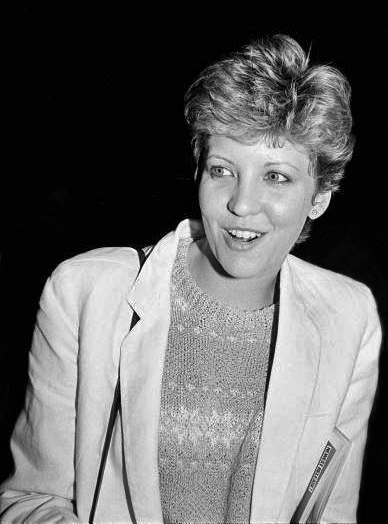
Nancy Allen interpreta a Anne Lewis, la companya de patrulla d'Alex Murphy

## Repartiment
- Peter Weller: Agent Alex Murphy / RoboCop
- Nancy Allen: Agent Anne Lewis
- Ronny Cox: OCP President Sènior Richard "Dick" Jones
- Kurtwood Smith: Clarence J. Boddicker
- Miguel Ferrer: Executiu d'OCP Robert "Bob" Morton
- Dan O'Herlihy: "L'Home Vell" (President d'OCP)
- Paul McCrane: Emil M. Antonowsky
- Ray Wise mentre Leon C. Nash
- Jesse D. Goins: Joe P. Cox
- Calvin Jung: Steve Minh
- Michael Gregory: tinent Hedgecock
- Robert DoQui: Sergent Warren Reed
- Felton Perry: Executiu d'OCP Donald Johnson
- Sage Parker: Tyler
- Lee de Broux: Sal
- Bill Farmer: Justin Ballard-Watkins[4]
- S. D. Nemeth: Bixby Snyder (comediant de televisió)

## Producció
RoboCop va ser escrita per Edward Neumeier i Michael Miner. Edward Neumeier va dir que va concebre per primera vegada la idea de RoboCop, quan va passar per davant d'un cartell de Blade Runner. Li va preguntar al seu amic sobre aquesta pel·lícula i ell va respondre dient: "Es tracta d'un policia caçador de robots". Això li va generar la idea sobre un policia robot.
Pel que sembla, mentre que els dos estaven tractant d'ensenyar el guió a executius de Hollywood, es van quedar encallats accidentalment en una terminal d'aeroport amb un executiu d'alt rang durant diverses hores. Aleshores, parlen amb ell sobre el projecte i així comencen la sèrie d'esdeveniments que finalment va donar lloc a la pel·lícula RoboCop.

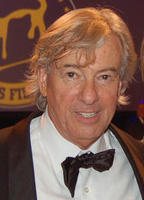
La pel·lícula va ajudar a fonamentar l'estatus del director Paul Verhoeven als Estats Units

RoboCop va ser la primera gran producció de Hollywood dirigida per l'holandès Paul Verhoeven. Malgrat que havia estat treballant als Països Baixos durant més d'una dècada i havia dirigit diverses pel·lícules amb gran èxit (per exemple, Soldat d'Orange), Verhoeven es va llançar el 1984 a buscar més oportunitats a Hollywood. Encara que es diu que RoboCop és el seu debut en  anglès, en realitat havia fet Els Senyors de l'Acer l'any 1985, protagonitzada per Rutger Hauer i Jennifer Jason Leigh.
En el comentari d'àudio de l'edició Criterion Edition (disponible tant en el laserdisc i les versions de DVD) Verhoeven recorda que, quan per primera vegada va llegir el guió, el va descartar amb disgust. Posteriorment, la seva esposa va agafar el guió de la paperera i el va llegir més detingudament, convencent-li que la història era més complexa del que en principi havia imaginat. El lloc de director se li va oferir a Alex Cox abans que a Verhoeven.
El personatge de RoboCop va ser inspirat per l'antiheroi dels còmics Jutge Dredd, així com el superheroi de Marvel Comics "ROM". Un comic book de ROM apareix en la pantalla durant l'atracament que es produeix en la pel·lícula. Un altre còmic de ROM apareix en un flashback del fill de Murphy.
Encara que tots dos, Neumeier i Verhoeven s'han declarat d'esquerres en política, Neumeier recorda en el comentari d'àudio de Starship Troopers que molts dels seus amics d'esquerres perceben RoboCop com una pel·lícula feixista. En el DVD del 20è aniversari, el productor Jon Davison es refereix al missatge de la pel·lícula com "el feixisme per als liberals" -una pel·lícula políticament liberal feta de la manera més violenta.

### El rodatge
La filmació va començar  l'estiu de 1986 i va durar des del 6 d'agost fins a mitjans d'octubre. L'escena de la "mort" de Murphy no va ser filmada fins a gener de l'any següent (1987), uns mesos després que la filmació principal estigués acabada. Molts dels entorns urbans de la pel·lícula van ser filmats al centre de Dallas, Texas, a causa de l'aparença futurista dels edificis. La Torre Reunió és també visible en el fons a prop del final del metratge. La part frontal de l'Ajuntament de Dallas va ser utilitzada com a exterior de la seu de l'OCP, combinada amb l'ús de la tècnica de pintura mat perquè l'edifici semblés més alt. Les escenes de la fàbrica d'acer van ser filmades en Wheeling Pittsburgh Steel Monessen, a Monessen, Pennsilvània.
La mandíbula de Peter Weller era molt expressiva i adequada per al director, Paul Verhoeven: el triat hauria de passar-se gran part de la pel·lícula mostrant tan sols aquesta part de la cara.
Peter Weller s'havia preparat molt per al paper amb un vestit encoixinat (el vestit real de RoboCop va arribar amb tres setmanes de retard). El temps apretava i el vestit va arribar al set, no obstant això, Weller va descobrir que era gairebé incapaç de moure's com havia planejat, i va ser necessari més temps per acostumar-se. Weller va revelar més tard a Roger Ebert que durant el rodatge perdia 1,5 kg al dia a causa de la pèrdua d'aigua, ja que l'interior del vestit de RoboCop estava a uns 38 °C. L'assistent personal de Peter, Todd Trotter, va ser responsable de la refrigeració de l'actor entre les preses mitjançant ventiladors elèctrics, i si la presa ho permetia es connectava el vestit a un sistema d'aire condicionat. Més tard al vestit se li va afegir un ventilador.

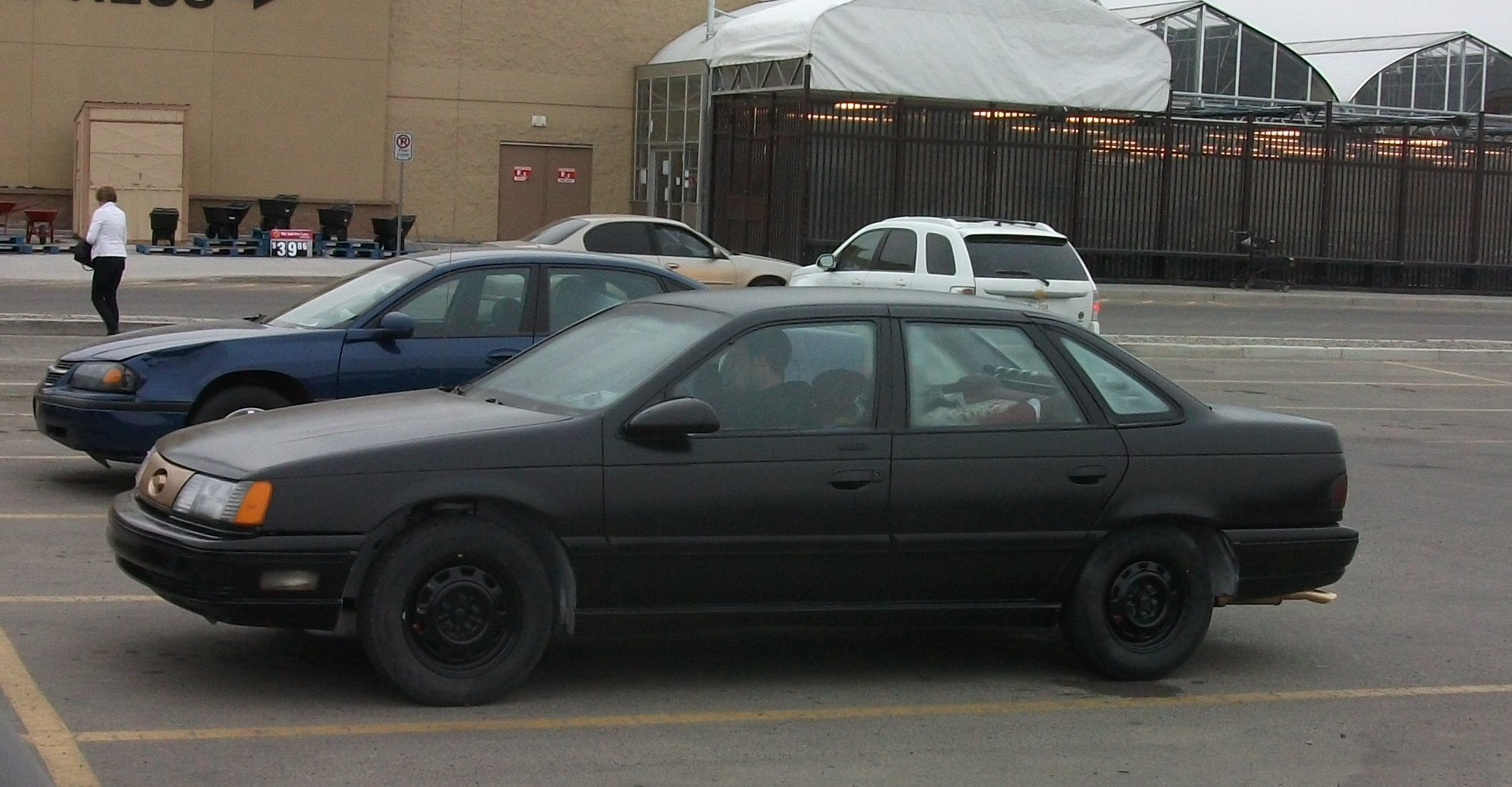
Ford Taurus similar a l'utilitzat en la pel·lícula

El Ford Taurus 1986 es va utilitzar com a cotxe de policia en la pel·lícula, a causa del seu disseny futurista en aquell temps.
Un dels competidors del Taurus en aquest moment, el Pontiac 6000, es va parodiar en l'anunci del "6000 SUX". El SUX 6000 estava basat en un 1977 Oldsmobile Cutlass Supreme amb una carrosseria ampliada. Els anuncis de publicitat del SUX parlaven d'ell com "una tradició americana", amb una eficiència de combustible de 8,2 milles per galó. En la producció, anava a ser impulsat per un turboreactor, fins i tot s'aprecia la fuita de la turbina encara visible per sobre de la placa de matrícula posterior del SUX de Clarence Boddicker en les escenes de persecució. El 6000 SUX va ser dissenyat per Gene Winfield, de Winfield Rod & Custom, mentre que Chiodo Brothers Productions va fabricar i va animar les titelles de dinosaure que apareixen en l'anunci del 6000 SUX. El propi dinosaure va ser animat per Don Waller, que també va tenir un cameo en la mateixa seqüència.
La recentment llançada al mercat Merkur XR4Tu fa un cameo com un vehicle executiu quan RoboCop es lliura a la comissaria.
Des del juny de 2010, el Taurus de RoboCop està en exhibició en el Museu Acte Branson en Branson, Missouri.

### Disseny de RoboCop

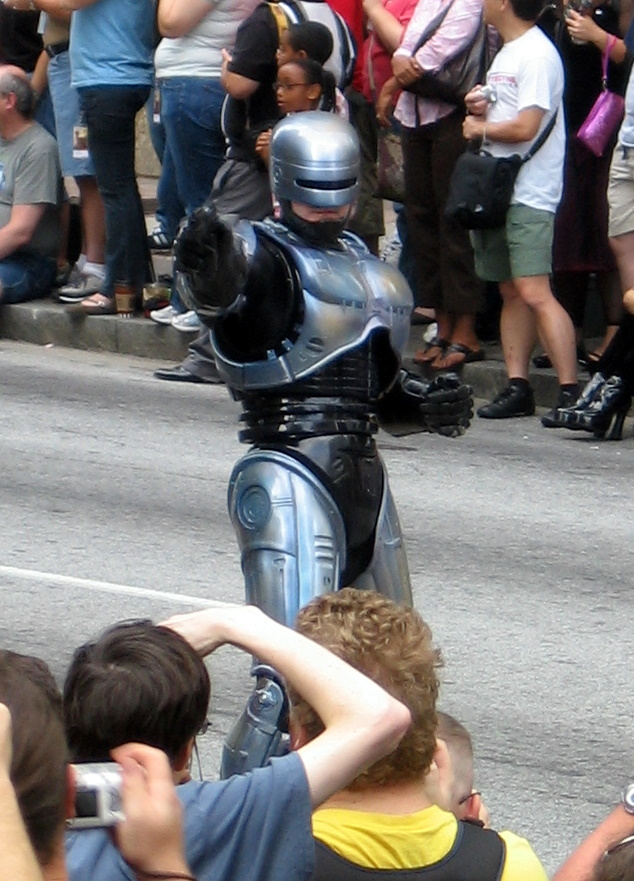
Vestit de RoboCop

La tasca de crear el vestit de RoboCop se li va donar a Rob Bottin, que acabava de fer els efectes especials The Thing de John Carpenter. L'estudi va decidir que seria la persona ideal per crear el vestit de RoboCop. Un pressupost d'al voltant d'un milió de dòlars es va donar a la finalització del vestuari, per la qual cosa era l'article més car en el set. Sis vestits es van fer en total, tres normals i tres mostrant algun tipus de dany.
Pel que fa al disseny del vestit, Bottin havia produït els primers esbossos, amb el que l'estudi estava molt content pel que fa al prototip del vestit (encara que  van ser realitzats alguns canvis menors). Prenent la influència dels còmics japonesos i l'anime a Bottin, Verhoeven, i Neumeier se'ls va ocórrer la idea que el vestit fos una closca externa, amb molt poc de la cara de l'actor visible. El vestit se li col·locava a l'actor per seccions. Quant a l'ús del casc, Peter Weller portava una gorra calba que va permetre que el casc pogués ser llevat fàcilment.
Després de gairebé deu mesos de preparació, el vestit de RoboCop va ser completat sobre la base de motlles de Peter Weller i models d'argila d'1,8 m fets per Bottin. Peter Weller, mentrestant, havia contractat a un mim anomenat Moni Yakim per practicar els moviments per al vestit. Ell i Moni havien planejat que RoboCop es desplacés com una serp, movent-se de manera maldestra perquè els seus enemics no fossin capaços d'atacar-ho. El vestit no obstant això, va demostrar ser massa pesat i incòmode per a Peter per fer res semblant. En canvi, a suggeriment de Moni, es va decidir que els moviments de RoboCop serien més lents, a fi que els seus moviments fossin molt més atractius i plausibles. El rodatge es va aturar tres dies, per permetre a Peter i Paul Verhoeven discutir nous moviments amb el vestit.
El color del vestit se suposava que fos blau brillant, no obstant això se li va donar un to més grisenc perquè es veiés més metàl·lic i produís menys reflex a la càmera quan estava sent filmat.
L'arma original de RoboCop era una Desert Eagle, però va ser considerada massa petita. Una Beretta 93R va ser modificada, estenent el canó de la pistola perquè es veiés més gran amb la finalitat de ser proporcional a la mà de RoboCop. La funda de pistola integrada a la cuixa dreta de RoboCop era una peça independent del vestit. Fora de la pantalla els tècnics, mitjançant cables, operaven el dispositiu al moment just.
A més dels accessoris abans esmentats s'inclou una IA, amb el nom de Skynet amb la qual compta amb un sistema de detecció d'enemics a més d'un sistema avançat de hackeig.

### Premis Oscar
La cinta va rebre dues nominacions a l'Oscar al millor muntatge i  millor so el 1988. A més va rebre un Oscar especial (fora de concurs) per edició d'efectes sonors.

## El personatge
RoboCop originalment era un oficial de policia, de nom Alex J. Murphy, que estava casat i tenia un fill. Va ser transferit sense previ avís a un districte diferent a Detroit per l'OCP.
En sortir a la seva primera patrulla, ell i la seva companya persegueixen una perillosa banda de criminals fins a un sector industrial abandonat. Allà en separar-se, Murphy cau en una emboscada i és assassinat de forma brutal. Malgrat els esforços dels metges, és declarat mort i el seu cos lliurat a OCP per a experimentació, on reactiven el seu cervell sense memòria i el converteixen en el primer prototip reeixit del projecte RoboCop.
L'exoesquelet de RoboCop va ser fabricat amb titani, i recobert amb kevlar, fent-lo pràcticament a prova de bales. Els seus braços i cames s'accionaven amb motors hidràulics, que li proveïen d'una força sobrehumana per realitzar actes com travessar les parets de formigó. Les seves mans eren capaces d'exercir 569 Nm de pressió (o 1 kg per centímetre quadrat), la qual cosa seria suficient per triturar cada os en una mà humana i fins i tot per trencar cadenes d'ús domèstic si aplicaven massa força.
RoboCop estava equipat amb una pistola semiautomàtica modificada Beretta 93R, capaç de (i utilitzada gairebé exclusivament per) fer un ajust de tres rondes d'explosió. Quan no feia servir la pistola, la guardava en una pistolera retràctil construïda en la seva cuixa dreta. Abans de la seva mort, Murphy imitava l'heroi favorit de TV del seu fill, "TJ Laser", fent girar la seva arma en el seu dit abans d'enfundar-la - un tret que va conservar com RoboCop. RoboCop també tenia un sistema de mira automatitzat, controlat per una micro-computadora, integrat a la seva estructura biònica, que el convertia en un excel·lent tirador, fins i tot a distàncies molt llargues.
RoboCop tenia diverses característiques útils, tals com visió per termografia, la qual cosa fins i tot li permetia veure (en forma de visor de rajos X) l'altre costat dels murs de formigó, reconeixement de veu i una gravadora d'imatge i vídeo incorporada. També podia tenir accés als ordinadors i xarxes d'informació - per exemple els ordinadors del departament de policia i a alguns dels sistemes de l'OCP - directament usant una punta retràctil construïda a la seva mà dreta, entre el seu segon i tercer artell. La punta també podia ser utilitzada com a arma punxo-tallant.
RoboCop també tenia un radiotransmissor incorporat a la seva estructura. Això permetia que l'OCP, oficials del govern i qualsevol altra persona autoritzada, poguessin estar assabentats de la seva ubicació per localitzar-lo, per mitjà d'un rastrejador satel·litari especialitzat. També va permetre l'enviament automatitzat de programes per comunicar-se amb RoboCop i per informar-li de les situacions que requerien de la seva presència.
RoboCop va ser programat per seguir quatre directives primàries:
1. Servir el ben comú
2. Protegir l'innocent
3. Preservar la llei
4. No oposar-se ni atacar directius de l'OCP.

La quarta directiva, va ser programada de forma que RoboCop no ho sabés, però que s'activés en determinades situacions. Aquesta directiva l'immobilitzava físicament, per impedir-li fins i tot dur a terme qualsevol arrest d'algun executiu d'OCP. En la primera pel·lícula va ser incapaç d'actuar contra el corrupte Vicepresident Dick Jones, i fins que Jones no va ser acomiadat pel President (Director General) d'OCP no va poder reaccionar en contra d'ell. Durant la segona pel·lícula, va ser incapaç d'actuar en contra d'oficials d'OCP, fins i tot quan era conscient que estaven cometent actes il·legals. Per tal de controlar-lo se li van programar més de sis-centes directives noves, que van entorpir el seu servei com a bon policia, però les va esborrar del seu programa usant alt voltatge. En la tercera pel·lícula la quarta directiva apareix novament inclosa al seu programa, però quan RoboCop es va convertir en un membre de la resistència en contra d'OCP va ser finalment esborrada del seu programa. Al final de la minisèrie RoboCop - Directives primàries, dona a entendre que seguirà les seves directrius (almenys, les tres primeres) més per pròpia voluntat que per estar gravades a la seva programació.
Durant la segona pel·lícula es revela que Murphy va ser l'únic de molts individus utilitzats en el "Projecte RoboCop" que després de ser activat no va embogir i es va autodestruir. L'explicació és que encara que tots els homes usats eren agents exemplars, no ho eren per conviccions profundes, i en descobrir-se despullats de tot el que els feia físicament exemplars es col·lapsaven; solament Murphy posseïa veritables ideals de justícia i rectitud inherents a la seva personalitat, per això en ser transformat, i encara que no recordava el seu passat, inconscientment va acceptar aquest poder com una eina per protegir els altres.